# Théodore Poli
Pour les articles homonymes, voir Poli.
Théodore Poli est l'un des plus célèbres bandits corses du XIXe siècle. Né à Guagno en 1799, il est emprisonné pour désertion en 1820. Il s'évade en tuant ses gardiens. Pour survivre, il crée une petite communauté de bandits « La République des bandits du Liamone », sur laquelle il règne sans partage. Il frappa le clergé de la région d'un impôt proportionnel à sa richesse supposée. Il obtient la complicité de la population de par ses penchant indépendantistes. C'est contre lui que fut organisé le « bataillon des voltigeurs corses », auquel il échappa. On ne put en avoir raison que par la trahison, près de Coggia, le 5 février 1831.

## Débuts dans le banditisme
Le texte ci-dessous est traduit du périodique en langue corse : L'Annu Corsu 1932, édité à l'occasion du centenaire de la mort du bandit. 
L'auteur de l'article est Santu Casanova écrivain en langue corse (1850-1936). Originaire du village corse de Calcatoggio (où le bandit Théodore Poli sévissait entre 1823 et 1831), Santu Casanova avait recueilli le récit des exploits du bandit auprès des anciens du village.
Théodore Poli est né à Guagno en 1799. Devenu berger, il s’installa à Calcatoggio, village qui surplombe le golfe de la Liscia, où ses chèvres trouvaient de nombreux pâturages dans les vallées de la Liscia et du Liamone, mais il fut mal accepté par les villageois à cause de son caractère ombrageux et autoritaire. 
À l’âge de vingt ans, il tira au sort sa conscription et fut appelé à se rendre à Ajaccio en abandonnant son  pilone (manteau de berger) pour des pantalons rouges. Habitué à jouer du chalumeau et à conduire les brebis sous les hêtres comme Arminie, il refusa de répondre à l’appel et se tint toujours éloigné des  gendarmes. Ces derniers, pour mettre la main sur lui prenaient toutes les précautions parce que l’oiseau était dangereux même en cage. Un beau soir, un maréchal et deux gendarmes se rendirent dans la maison du conscrit pour lui demander du fromage de montagne. Celui-ci avec beaucoup d’amabilité leur demanda combien ils en voulaient. Deux paires, répondit le maréchal. Alors il prit un panier et descendit dans la cave par la trappe. Quand il remonta, ils le saisirent au nom de la loi et lui serrèrent les menottes aux poignets. Une demi-heure après, ils partirent à Ajaccio avec le prisonnier. 
Après trois jours passés à la citadelle d’Ajaccio, l’air marin  très chaud pesait trop sur la tête brûlante de Théodore. Le matin du quatrième jour, il sortit tranquillement en ville et comme un mouflon prit la direction de ses montagnes. Chemin faisant il s’était procuré un fusil chargé à la chevrotine. Au moment où la nuit tombait sur les montagnes et les maisons de Guagno, l’homme entrait au village. Arrivé au presbytère il vit le maréchal entrer chez le curé. Le ciel était étoilé et un feu éclairait la maison. Après s’être serrés la main, le défenseur de l’ordre et celui de la religion s’assirent. Le maréchal en face de la porte qui était grande ouverte, et le prêtre devant la cheminée.
« Alors l’oiseau est en cage » dit le prêtre.
« Nous l’avons enfermé pour sept ans » répondit le maréchal.
À peine ces paroles prononcées un coup plus fort que celui d’un canon ébranla le presbytère et tout le village. Le maréchal qui avait reçu toute la charge dans la poitrine, demeura raide sur son siège. Le prêtre se tordait par terre en hurlant : « à l’aide, paysans, je suis mort ».
Les villageois, entrant dans la maison et voyant le prêtre avec les mains rouges de sang du maréchal, dirent à ce dernier : 
« Vous n’avez pas honte de rester aussi tranquille devant un pareil spectacle »
« À l’aide Chrétiens, je suis mort » répétait le curé 
et l’autre était toujours aussi froid sur son siège. Alors ils se rendirent compte que le maréchal était mort et que le curé n’avait rien.
Ici commence la carrière sanglante de Théodore qui tirait sur les gendarmes innocents comme sur des grives. Trente-six procès-verbaux de morts sont au parquet général de Bastia, tous tombés sous les balles de Théodore.

## Une lettre de Théodore datée du 18 juillet 1823[3]
L'original de cette lettre appartient au libraire éditeur Alain Piazzola, 
1 rue Saint Lucie à Ajaccio, où elle peut être consultée. 
Une photocopie de celle-ci est visible ci-dessous.    
Cette lettre, écrite en Génois et signée de la main du bandit, a été acquise en 2005 par Alain Piazzola, libraire-éditeur à Ajaccio. Elle est adressée au curé de Guagno, qui  sert de boîte aux lettres pour le bandit. Dans celle-ci, Théodore Poli fait le point sur l'état d'avancement du paiement de l'impôt qu'il impose aux Curés de la région. La traduction qui en est donnée ci-dessous montre plusieurs choses : 
1°- Le Curé de Guagno ne sert pas seulement de boîte à lettres, il participe aussi à la récolte de la contribution des « payeurs » sous la pression du bandit qui le terrorise depuis longtemps (voir le paragraphe: Ses débuts dans le banditisme).
2°- Théodore poli exerce un contrôle rigoureux sur l’état d’avancement de ces rentrées d’argent : il veut savoir qui a payé et combien.
3°- La contribution demandée aux curés est annuelle comme le montre le paragraphe sur Antonio Pellegrini.
4°- Les contributeurs essaient de biaiser pour ne pas payer : le curé principal Santi « confond » francs et scudi (monnaie italienne de valeur inférieure au Franc), tandis qu'Antonio Pellegrini n’a pas encore envoyé d’argent pour 1823 et essaie apparemment d’obtenir un rabais. Seul Daltori, doyen de Sagone a envoyé sa contribution sans discuter.
5°- La femme de Théodore est en prison : les gendarmes ont dû l’arrêter pour faire sortir Théodore du bois.
6°- Pendant ce temps, Théodore a engrossé la cousine du curé de Guagno : Angela-Maria Borghi.
7°- Théodore dit garder 80 Francs en dédommagement d’un service qu’il aurait rendu au curé de Guagno et qui semble bien correspondre à l’assassinat de deux individus, qui avaient peut-être l'intention de rançonner le prêtre.
8°- Dans cette lettre, les bagnes d'Italie sont cités comme lieu de détention des condamnés. Pourquoi l'Italie? Après la défaite de Napoléon à Waterloo en 1815 le gouvernement de l'île a été contrôlé par les alliés pendant plusieurs années, sans doute, les bagnes italiens leur semblaient-ils plus sûrs pour y garder d'éventuels conspirateurs bonapartistes. 
9°- La signature du bandit Théodore Poli de la lettre originale a été ajouté (en fac similé) en bas de la traduction de celle-ci.
Traduction de la lettre
Le 18 juillet 1823
Très respectable « Signor » Curé Lemperoni,
J’ai reçu votre lettre avec grand plaisir, dans laquelle se trouve la contribution du « Signor » Antonio Daltori, Doyen de Coggia-Sagone.
Avant tout, toute mon affection et respect pour la « Alta Signora » Angela-Maria Borghi qui est votre cousine descendant de vous par Eliante-Rose et qui s’est offert un état intéressant…
Je considère comme un amateur le Curé Principal Santi, qui pour répondre à l’ordre d’imposition a donné la somme de Cent Scudi …  Ah !  Moi je veux croire, « Signor » Lemperoni que votre payeur Santi sera un homme poursuivi par le Divin Courroux…et je serais heureux que vous m’envoyiez une lettre de Cent Francs et non de Cent Scudi, comme cela se ferait si je tenais pour malhonnête le Doyen Santi.
Je pourrais proposer à Antonio Pellegrini la même chose qu’en 1822, mais à cette heure, mon administrateur Luis Niolo me dit n’avoir pas reçu la somme promise, destinée à ma femme. Non pas à la caisse commune, mais je vous l’affirme, à mon propre sang.
J’attire votre attention sur le fait qu’avec Luis nous avions destiné cet ordre de paiement pour les dépenses à venir des bandits du Liamone et non pour m’enrichir. Mais, en l’occurrence, je garde  80 Francs pour quand ma femme sortira de prison. Non par intérêt mais comme dédommagement pour cette journée où je vous ai débarrassé de M. et M.
Nous sommes tous très fermement liés par le secret et nous ne voulons pas que ces bruits arrivent aux oreilles de la Commanderie des Voltigeurs; si jamais, nous nous trouverions rapidement tous en prison et dans les bagnes d’Italie, mais sur ma foi, nous serions certain d’être vengé par les bandits du Liamone. Je m’estimerais alors heureux de vous rendre la même chose que vous avez fait pour mon épouse.
Angela-Maria et moi-même nous vous prions d’accepter avec cœur tout notre attachement ainsi que nos compliments au « signor » Pinelli médecin de la gente militaire.
Votre dévoué :  
.

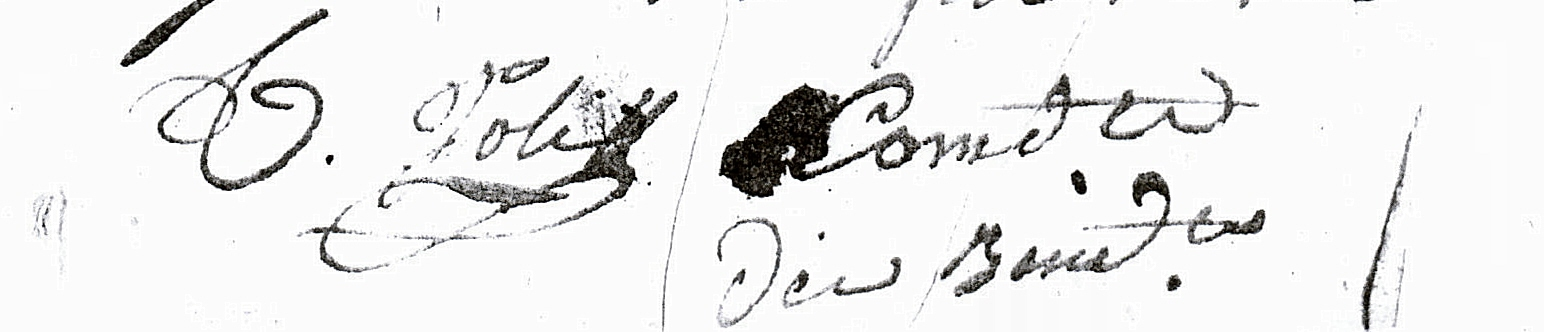

(fac simile de la signature de Théodore Poli)

## La gourde du bandit Théodore
Conservée par la famille Poli,la tradition familiale attribue à Théodore la paternité de ce travail.
Cette gourde est faite dans une zuccaghia (petit potiron) de 13 cm de diamètre, elle est ciselée au couteau. Sur l’une des faces est représentée un couple d’amoureux surmonté d’un angelot symbole de l’amour. La femme est allongée sur le sol et tend les bras vers un homme qui semble vouloir partir mais tourne la tête vers elle.
. 

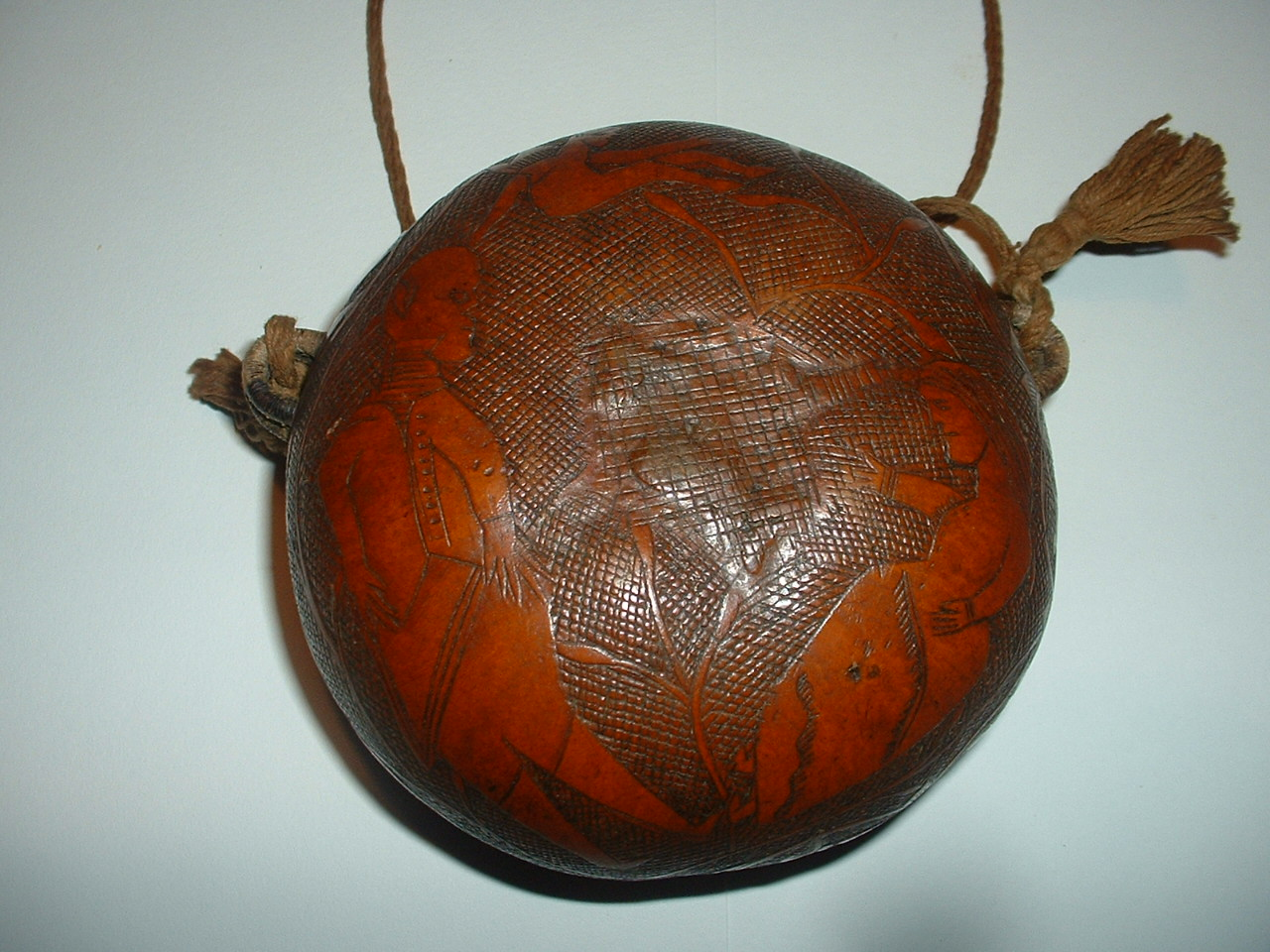
Face avant de la gourde.

L’autre face est finement ciselée de volutes toutes différentes les unes des autres. Sur le bord droit est gravé un cerf. Juste derrière le cerf, devait se trouver une signature ou un nom qui a été découpé au couteau en laissant une encoche. Il est probable que le nom de Théodore devait y apparaître mais a été enlevé par les descendants de Flaminie Poli, qui ont sans doute considérés que ce nom qui y était gravé, pouvait nuire à leur bonne réputation.
.

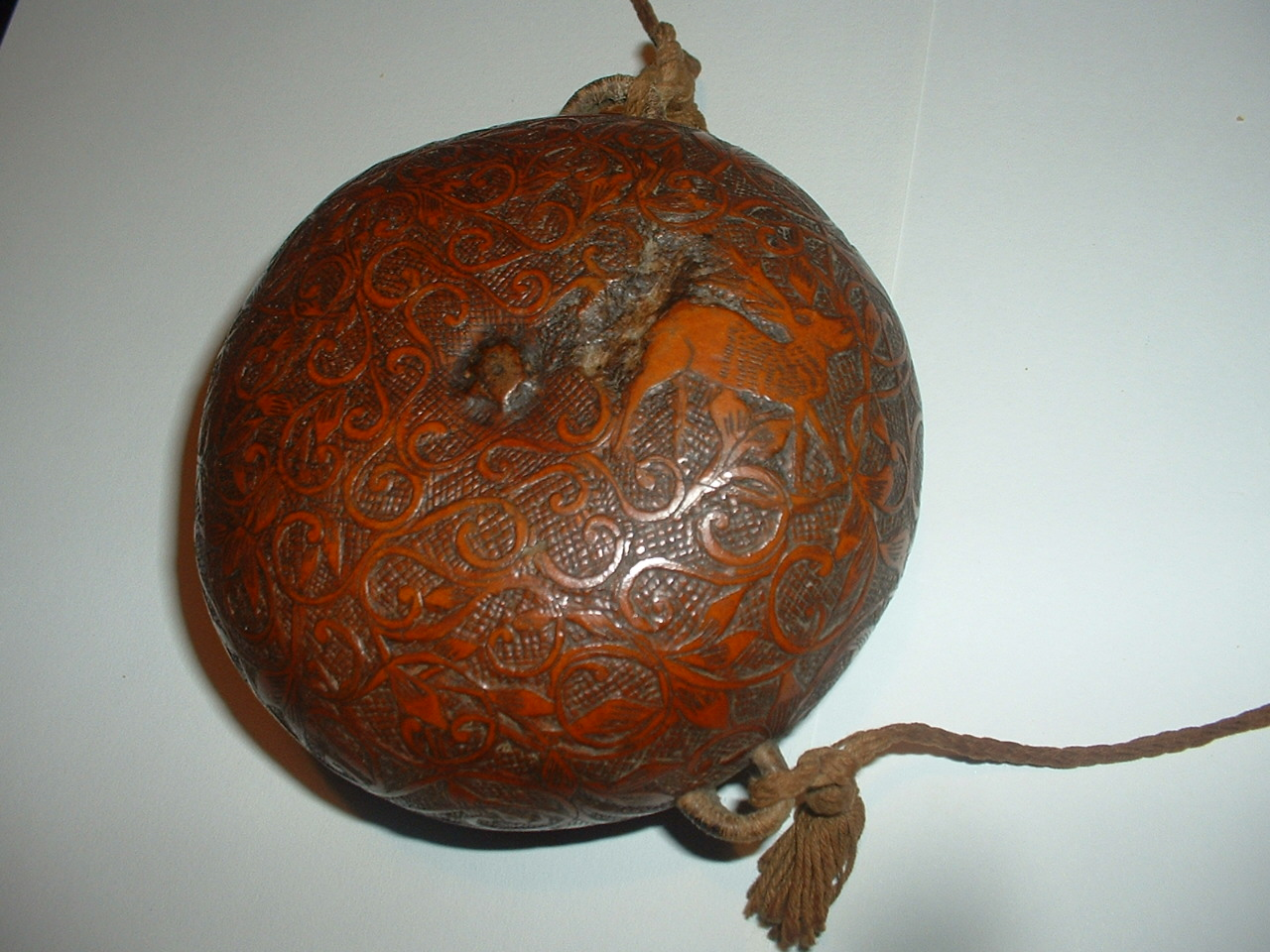
Face arrière de la gourde.

On peut en effet remarquer que la signature du bandit Théodore, telle quelle est reproduite plus haut, s'insère assez bien dans la forme de l'entaille faite dans la gourde. La démonstration en est faite ci-dessous.

## La mort de Théodore
Texte ci-dessous est traduit d'un article édité en 1932 dans l'Annu Corsu 1932, à l'occasion du centenaire de la mort du bandit Théodore Poli.
On ne put avoir raison du bandit que par la trahison.
Arrivé le soir du samedi 5 février 1831  sur les bords du Liamone il attrapa une pneumonie et se réfugia dans la cabane d’une veuve de Guagno qui passait là l’hiver avec ses chèvres. Le malade passa la nuit avec une forte fièvre. Au matin la veuve envoya son berger à Coggia pour chercher un pain en recommandant bien de ne pas faire savoir que Théodore était dans la cabane. Mais le berger ne pouvait rester sans parler. Quand il arriva à Coggia, tous les villageois étaient à l’église. Seuls trois voltigeurs: Colona,  Fornari et Graziani écoutaient la messe sous l’orme de la place de l’église. Le berger ne pouvant plus garder son secret s’approcha de ces trois pénitents et leur demanda s’il n’y avait rien de nouveau à Coggia. Ces derniers intrigués de la demande lui répondirent :
« ici, il n’y a rien ; mais toi, sais-tu quelque chose ? »
« moi je sais quelque chose, mais il faut que je garde le secret pour moi »
« et que sais-tu, parles. Qui est le gros poisson ? »
« Théodore a une pneumonie dans la cabane de ma patronne, si vous descendez vous le prenez comme un mulet ».
Le poisson étant gros et désiré ardemment.  Les voltigeurs partirent en courant et encerclèrent la cabane en hurlant :
« Attention Lorelli, attention Colombani, attention Catignio ! tous prêts ! ».
Burghellu, le frère de Théodore qui était au maquis en entendant l’appel de Colona s’éloigna en croyant que toutes les brigades étaient là bas. En voyant la cause perdue, Théodore fit une dernière tentative pour sortir  après avoir tiré sur Graziani. Celui-ci avait un bras en morceaux mais les deux autres firent feu, et le bandit tomba à quatre pas de la cabane avec son fusil tendu sur un genou dans une attitude de défense. Les voltigeurs surpris ne savaient s’il était vivant ou mort. Une fille de la patronne regardait le bandit qui ne bougeait plus. Colona lui dit :
« va voir s’il est mort »
« j’irais si vous me donnez le foulard qu’il a autour du cou »
« va y nous te le donnerons ».
Quand la petite fille le toucha, Théodore était mort et ne faisait plus peur, ni aux gendarmes ni aux voltigeurs. Au comble de la satisfaction, les héros de la mort de Théodore Poli, qui devait résonner dans toute l’Europe, sautaient de joie et improvisèrent un vocero (chant funèbre) sur le mort au nom de sa compagne enceinte et sur le point d’accoucher.
Pour s’assurer qu’il ne ferait pas feu même après sa mort, les voltigeurs déchargèrent un fusil puis prirent le mulet de la bergère attachèrent le mort par les pieds à la croix du bât et partirent vers Vico. 
La nouvelle se répandit dans toute la région de chaque village accoururent des hommes des femmes des vieux et des enfants. Quand le cortège entra dans Vico, il était escorté » de plus de deux mille personnes. Déposé dans l’église de Vico qui était sur la route, le mort fut confié à un certain Orsoni, ancien voltigeur installé comme boucher à Vico. Théodore,  pendant le voyage sur la mule avait eu la tête cassée. Orsoni lui souda sa blessure avec des herbes parfumées et lui fit une raie sur sa coiffure qu’il avait abondante. Dans la nuit, six hommes armés entrèrent dans l’église et prirent le mort devant Orsoni. On n'a jamais su où il a été enterré. Quand le tribunal arriva à Vico avec tout son attirail, il ne trouvèrent que les murs.